# Yamauchi Yuki
Yuki Yamauchi (sinh ngày 10 tháng 5 năm 1982) là một cầu thủ bóng đá người Nhật Bản.

## Sự nghiệp câu lạc bộ
Yuki Yamauchi đã từng chơi cho Nagoya Grampus Eight và Vegalta Sendai.